# 伊卡里亚高原
伊卡里亚高原（Icaria Planum）是一個位於火星陶马斯区的高原，橫跨566.59公里，中心座標43°16′S 253°58′E / 43.27°S 253.96°E。這個高原名稱來自於火星上的古典反照率特徵，並於1979年證實其存在。該區域以希臘神話人物伊卡洛斯落海身亡後埋葬的島嶼伊卡里亚岛。

## 圖集

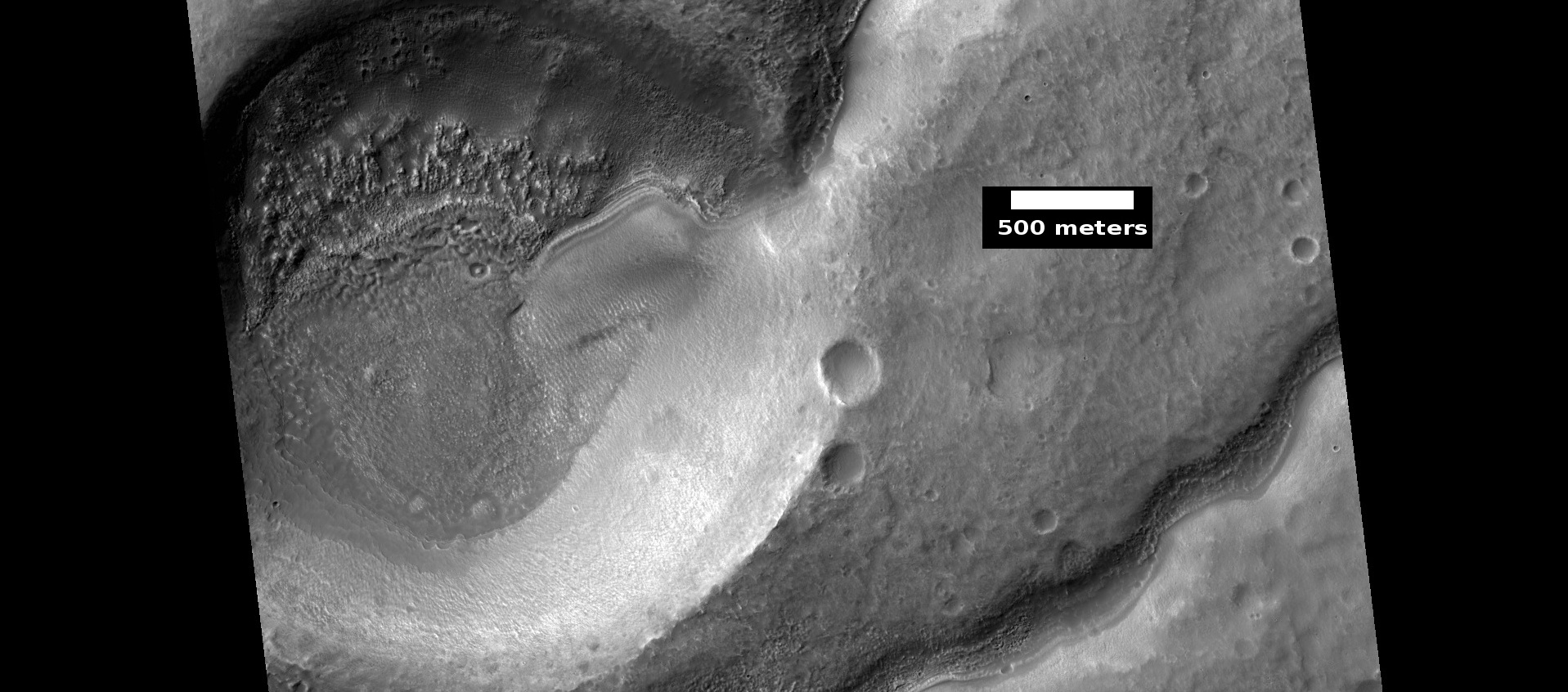
伊卡里亚高原內的撞擊坑和許多附近的渠道，由火星偵察軌道器的HiRISE拍攝。